# Rüstungsbereich

Organisationsbereiche im Geschäftsbereich des BMVg (Stand: 2011)

Der Rüstungsbereich (Rü) war neben der Territorialen Wehrverwaltung ein Teil der Bundeswehrverwaltung gem. Artikel 87b Grundgesetz und damit einer der beiden zivilen Organisationsbereiche der Bundeswehr.
Bei der Neuausrichtung der Bundeswehr wurde die Bundeswehrverwaltung in die drei neuen zivilen Organisationsbereiche Personal (P), Ausrüstung, Informationstechnik und Nutzung (AIN) und Infrastruktur, Umweltschutz und Dienstleistungen (IUD) gegliedert. Die Aufgaben des Rüstungsbereichs gingen auf den Bereich AIN mit der Bundesoberbehörde Bundesamt für Ausrüstung, Informationstechnik und Nutzung der Bundeswehr (BAAINBw) über.

## Aufgaben
Der Rüstungsbereich war verantwortlich für die Ausstattung der Streitkräfte mit dem notwendigen Wehrmaterial, vor allem der Beschaffung militärischer Rüstungsgüter.

## Gliederung
Die Kontrolle und Steuerung des Rüstungsbereiches lag auf ministerieller Ebene bei der Hauptabteilung Rüstung.
Der ehemalige Rüstungsbereich gliederte sich in die beiden Bundesoberbehörden:
- das Bundesamt für Wehrtechnik und Beschaffung (bis 2002 alleinige Bundesoberbehörde des Rüstungsbereichs)
- das Bundesamt für Informationsmanagement und Informationstechnik der Bundeswehr (ab 2002)

und deren nachgeordnete Dienststellen.